# Koljonsaari (ö i Övre Birkaland)
Koljonsaari är en ö i Finland.   Den ligger i kommunen Ruovesi i den ekonomiska regionen  Övre Birkalands ekonomiska region  och landskapet Birkaland, i den södra delen av landet, 210 km norr om huvudstaden Helsingfors.